# Cyrtonyx ocellatus
La quaglia ocellata (Cyrtonyx ocellatus (Gould, 1837)), è un uccello della famiglia Odontophoridae che vive in Centro America.

## Distribuzione e habitat
La quaglia ocellata è diffusa in America centrale e il suo areale è frammentato. Essa può essere trovata nel sud del Messico, in gran parte del Guatemala, nel centro dell'Honduras sino al nord del Nicaragua.

## Tassonomia
Questa specie non è suddivisa in sottospecie.
In passato la quaglia ocellata e la quaglia di Montezuma era considerate un'unica specie.